# Список конституций государств и зависимых территорий

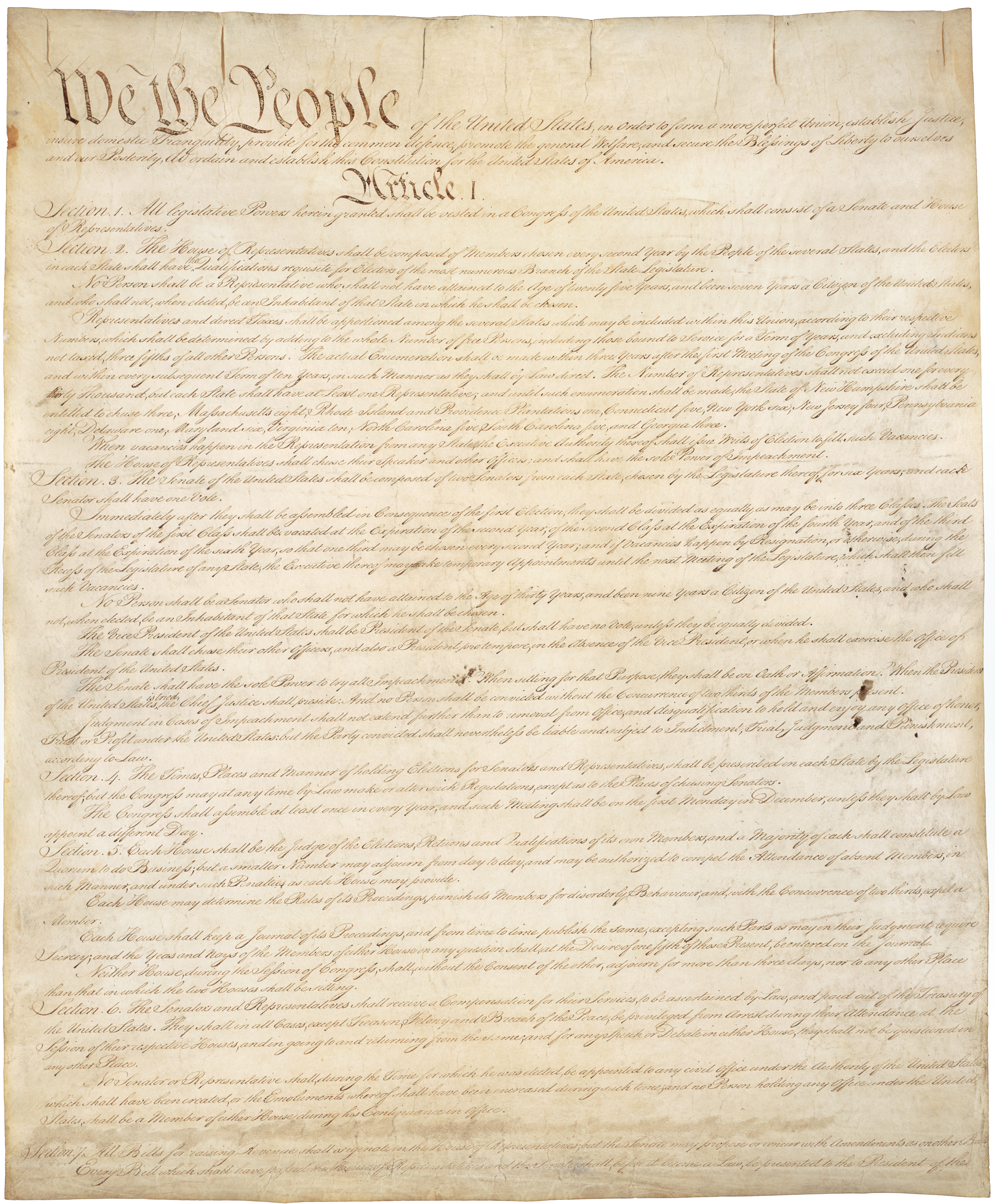
Первая страница оригинального текста Конституции США

Список конституций содержит перечисление стран мира в зависимости от даты принятия в них действующих конституций. Список объединён в две группы: некодифицированные конституции и кодифицированные конституции. Конституции непризнанных и частично признанных государств приведены в специальном разделе.
В конституционном праве принята следующая классификация конституций:
- писаные конституции
  - кодифицированные
  - некодифицированные
- неписаные конституции
- смешанные конституции

Все некодифицированные конституции, в том числе неписаные и смешанные, возможно объединить в неформатные конституции.
Самой старой из действующих писанных конституций является Конституция США, принятая 17 сентября 1787 года на Филадельфийском конвенте.
Среди недействующих первых конституций распавшихся государств стоит отметить Конституцию Корсики (1755 год), Конституцию Речи Посполитой (1791 год), Конституцию Сардинского королевства (1848 года).

## Некодифицированные конституции
| Конституция | Дата принятия                              | Кто принял                                            |
| --- | ------------------------------------------ | ----------------------------------------------------- |
| Конституция семнадцати статей                                                                                           | 604 год                                    | принц-регент Сётоку                                   |
| Конституция Великобритании: · Великая хартия вольностей · Билль о правах 1689 года                                      | - 15 июня 1215 года - 26 декабря 1689 года | - Иоанн Безземельный - Парламент Англии               |
| Конституция Канады: · Конституционный акт 1867 года · Акт о Канаде 1982 (с приложением Конституционного акта 1982 года) | - 1867 год - 29 марта 1982 года            | - Парламент Великобритании - Парламент Великобритании |
| Конституция Новой Зеландии                                                                                              | 6 февраля 1840                             |                                                       |
| Конституция Швеции |                                            |                                                       |
| Конституция Сан-Марино                                                                                                  | 8 октября 1600 года                        |                                                       |
| Основные законы Израиля                                                                                                 |                                            |                                                       |
| Конституция Ливии |                                            |                                                       |

## Кодифицированные конституции

### Конституции, принятые вXVIII—XIX веках
| Конституция                                                  | Дата принятия                               | Кто принял                                                |
| ------------------------------------------------------------ | ------------------------------------------- | --------------------------------------------------------- |
| Изначально: Статьи Конфедерации со временем: Конституция США | 15 ноября 1777 года / 17 сентября 1787 года | Второй Континентальный конгресс / Филадельфийский конвент |
| Конституция Норвегии                                         | 17 мая 1814 года                            | Учредительное собрание                                    |
| Конституция Нидерландов                                      | 24 августа 1815 года                        | Виллем I                                                  |
| Конституция Бельгии                                          | 7 февраля 1831 года                         | Национальный конгресс                                     |
| Конституция Аргентины                                        | 1 мая 1853 года                             | Конституционный конвент                                   |
| Конституция Люксембурга                                      | 17 октября 1868 года                        | Виллем III                                                |
| Конституция Тонга                                            | 1875 год                                    | Джордж Тупоу I                                            |
| Конституция Австралии                                        | 9 июля 1900 года                            | Королева Виктория                                         |

### Конституции, принятые вXXиXXI веке
| Страна                           | Дата принятия         | Кто принял | Наименование конституции                                        |
| -------------------------------- | --------------------- | --- | --------------------------------------------------------------- |
| Мексика                          | 5 февраля 1917 года   | Учредительное Собрание | Конституция Мексики                                             |
| Австрия                          | 10 ноября 1920 года   | | Конституция Австрии                                             |
| Лихтенштейн                      | 24 августа 1921 года  | Ландтаг Лихтенштейна | Конституция Лихтенштейна                                        |
| Латвия                           | 15 февраля 1922 года  | Учредительное собрание | Конституция Латвийской Республики                               |
| Ливан                            | 23 мая 1926 года      | Учредительное собрание | Конституция Ливана                                              |
| Ирландия                         | 1 июля 1937 года      | Плебисцит | Конституция Ирландии                                            |
| Исландия                         | 16 июня 1944 года     | Парламент Исландии | Конституция Исландии                                            |
| Индонезия                        | 18 августа 1945 года  | Комиссия по подготовке независимости Индонезии | Конституция Индонезии                                           |
| Япония                           | октябрь 1946 года     | Парламент Японии | Конституция Японии                                              |
| Италия                           | 22 декабря 1947 года  | Учредительное собрание | Конституция Италии                                              |
| Республика Корея                 | 12 июля 1948 года     | Национальное собрание | Конституция Республики Корея                                    |
| Германия                         | 8 мая 1949 года       | Парламентский совет | Основной закон ФРГ                                              |
| Коста-Рика                       | 7 ноября 1949 года    | Учредительное собрание | Конституция Коста-Рики                                          |
| Индия                            | 26 ноября 1949 года   | Учредительное собрание | Конституция Индии                                               |
| Иордания                         | 1 января 1952 года    | Талал бен Абдалла | Конституция Иордании                                            |
| Дания                            | 28 мая 1953 года      | Референдум | Конституция Дании                                               |
| Франция                          | 28 сентября 1958 года | Референдум | Конституция Франции                                             |
| Сингапур                         | 3 июня 1959 года      | | Конституция Сингапура                                           |
| Бруней                           | 1959 год              | | Конституция Брунея                                              |
| Кипр                             | 16 августа 1960 года  | подписана: губернатором бывшей колонии Кипр, официальными представителями Греции, Турции, архиепископом Макариосом III от греческой общины и доктором Фазилем Кючюком от турецкой общины | Конституция Кипра                                               |
| Самоа                            | 28 октября 1960 года  | Конституционное собрание | Конституция Самоа                                               |
| Ямайка                           | 23 июля 1962 года     | Елизавета II | Конституция Ямайки                                              |
| Кувейт                           | 11 ноября 1962 года   | Абдалла ас-Салем ас-Сабах | Конституция Кувейта                                             |
| Монако                           | 17 декабря 1962 года  | Ренье III | Конституция Монако                                              |
| Кения                            | 1963 год              | Елизавета II | Конституция Кении                                               |
| Мальта                           | 4 мая 1964 года       | Референдум | Конституция Мальты                                              |
| Ботсвана                         | март 1965 года        | | Конституция Ботсваны                                            |
| Барбадос                         | 22 ноября 1966 года   | | Конституция Барбадоса                                           |
| Уругвай                          | 27 ноября 1966 года   | Референдум | Конституция Уругвая                                             |
| Доминиканская Республика         | 28 ноября 1966 года   | Референдум | Конституция Доминиканской Республики                            |
| Науру                            | 29 января 1968 года   | Конституционный конвент | Конституция Науру                                               |
| Маврикий                         | 12 марта 1968 года    | Елизавета II | Конституция Маврикия                                            |
| ОАЭ                              | 18 июля 1971 года     | Эмиры Абу-Даби, Дубая, Шарджи, Аджмана, Фуджейры и Умм-эль-Кайвайна | Конституция Объединённых Арабских Эмиратов                      |
| Марокко                          | 1 марта 1972 года     | Референдум | Конституция Марокко                                             |
| Камерун                          | 20 мая 1972 года      | Референдум | Конституция Камеруна                                            |
| Панама                           | 11 октября 1972 года  | Собрание представителей муниципалитетов | Конституция Панамы                                              |
| Бангладеш                        | 4 ноября 1972 года    | Учредительное собрание | Конституция Бангладеш                                           |
| КНДР                             | 27 декабря 1972 года  | Верховное народное собрание КНДР пятого созыва | Конституция КНДР                                                |
| Пакистан                         | 10 апреля 1973 года   | Национальная ассамблея | Конституция Пакистана                                           |
| Бахрейн                          | 26 мая 1973 года      | Иса ибн Салман аль-Халифа | Конституция Бахрейна                                            |
| Багамские Острова                | 10 июля 1973 года     | | Конституция Багамских Островов                                  |
| Гренада                          | 19 декабря 1973 года  | Елизавета II | Конституция Гренады                                             |
| Греция                           | 9 июня 1975 года      | Парламент Греции | Конституция Греции                                              |
| Папуа — Новая Гвинея             | 15 августа 1975 года  | Учредительное Собрание | Конституция Папуа — Новой Гвинеи                                |
| Тринидад и Тобаго                | 29 марта 1976 года    | Парламент Тринидада и Тобаго | Конституция Тринидада и Тобаго                                  |
| Португалия                       | 2 апреля 1976 года    | Учредительное Собрание | Конституция Португалии                                          |
| Танзания                         | 25 апреля 1977 года   | Национальная ассамблея | Конституция Танзании                                            |
| Федеративные Штаты Микронезии    | 12 мая 1978 года      | Референдум | Конституция Федеративных Штатов Микронезии                      |
| Соломоновы Острова               | 31 мая 1978 года      | | Конституция Соломоновых Островов                                |
| Шри-Ланка                        | 16 августа 1978 года  | Парламент Шри-Ланки | Конституция Шри-Ланки                                           |
| Доминика                         | 3 ноября 1978 года    | | Конституция Доминики                                            |
| Испания                          | 6 декабря 1978 года   | Референдум | Конституция Испании                                             |
| Сент-Люсия                       | 20 декабря 1978 года  | | Конституция Сент-Люсии                                          |
| Маршалловы Острова               | 1 марта 1979 года     | Референдум | Конституция Маршалловых Островов                                |
| Кирибати                         | 26 июня 1979 года     | | Конституция Кирибати                                            |
| Сент-Винсент и Гренадины         | 26 июля 1979 года     | | Конституция Сент-Винсента и Гренадин                            |
| Иран                             | 2 декабря 1979 года   | Референдум | Конституция Ирана                                               |
| Гайана                           | 14 февраля 1980 года  | Парламент Гайаны | Конституция Гайаны                                              |
| Палау                            | 14 июля 1980 года     | Референдум | Конституция Палау                                               |
| Вануату                          | 30 июля 1980 года     | Правительство Великобритании и Правительство Франции | Конституция Вануату                                             |
| Чили                             | 11 сентября 1980 года | Референдум | Конституция Чили                                                |
| Антигуа и Барбуда                | 31 июля 1981 года     | | Конституция Антигуа и Барбуды                                   |
| Белиз                            | 20 сентября 1981 года | | Конституция Белиза                                              |
| Гондурас                         | 11 января 1982 года   | Учредительное собрание | Конституция Гондараса                                           |
| Турция                           | 7 ноября 1982 года    | Референдум | Конституция Турции                                              |
| Китай                            | 4 декабря 1982 года   | Всекитайское собрание народных представителей | Конституция Китайской Народной Республики                       |
| Сент-Китс и Невис                | 22 июня 1983 года     | | Конституция Сент-Китса и Невиса                                 |
| Сальвадор                        | 16 декабря 1983 года  | Учредительное собрание | Конституция Сальвадора                                          |
| Гвинея-Бисау                     | 16 мая 1984 года      | Парламент Гвинеи-Бисау | Конституция Гвинеи-Бисау                                        |
| Либерия                          | 3 июля 1984 года      | Референдум | Конституция Либерии                                             |
| Гватемала                        | 31 мая 1985 года      | Учредительное собрание | Конституция Гватемалы                                           |
| Тувалу                           | 15 июля 1986 года     | Парламент Тувалу | Конституция Тувалу                                              |
| Никарагуа                        | 19 ноября 1986 года   | Национальное собрание (Никарагуа) | Конституция Никарагуа                                           |
| Филиппины                        | 2 февраля 1987 года   | Референдум | Конституция Филиппин                                            |
| Гаити                            | 29 марта 1987 года    | Референдум | Конституция Гаити                                               |
| Суринам                          | 30 сентября 1987 года | Референдум | Конституция Суринама                                            |
| Бразилия                         | 5 октября 1988 года   | Национальное учредительное собрание | Конституция Бразилии                                            |
| Алжир                            | 23 февраля 1989 года  | Референдум | Конституция Алжира                                              |
| Намибия                          | 9 февраля 1990 года   | Учредительное собрание | Конституция Намибии                                             |
| Сан-Томе и Принсипи              | 22 августа 1990 года  | Референдум | Конституция Сан-Томе и Принсипи                                 |
| Мозамбик                         | 2 ноября 1990 года    | Парламент Мозамбика | Конституция Мозамбика                                           |
| Бенин                            | 2 декабря 1990 года   | Референдум | Конституция Бенина                                              |
| Хорватия                         | 21 декабря 1990 года  | Парламент Хорватии | Конституция Хорватии                                            |
| Гвинея                           | 23 декабря 1990 года  | Референдум | Конституция Гвинеи                                              |
| Габон                            | 26 марта 1991 года    | Парламент Габона | Конституция Габона                                              |
| Йемен                            | 16 мая 1991 года      | Референдум | Конституция Йемена                                              |
| Буркина-Фасо                     | 2 июня 1991 года      | Референдум | Конституция Буркина Фасо                                        |
| Колумбия                         | 4 июля 1991 года      | | Конституция Колумбии                                            |
| Болгария                         | 12 июля 1991 года     | Великое народное собрание Болгарии | Конституция Болгарии                                            |
| Мавритания                       | 12 июля 1991 года     | Референдум | Конституция Мавритании                                          |
| Замбия                           | 2 августа 1991 года   | Национальное собрание | Конституция Замбии                                              |
| Лаос                             | 14 августа 1991 года  | Парламент Лаоса | Конституция Лаоса                                               |
| Сьерра-Леоне                     | август 1991 года      | Референдум | Конституция Сьерра-Леоне                                        |
| Экваториальная Гвинея            | 17 ноября 1991 года   | Референдум | Конституция Экваториальной Гвинеи                               |
| Северная Македония               | 17 ноября 1991 года   | Собрание Республики Македонии | Конституция Республики Македонии                                |
| Румыния                          | 21 ноября 1991 года   | Парламент Румынии | Конституция Румынии                                             |
| Словения                         | 23 декабря 1991 года  | Парламент Словении | Конституция Словении                                            |
| Мали                             | 12 января 1992 года   | Референдум | Конституция Мали                                                |
| Монголия                         | 13 января 1992 года   | Парламент Монголии | Конституция Монголии                                            |
| Саудовская Аравия                | 1 марта 1992 года     | Фахд ибн Абдель Азиз ас-Сауд | Конституция Саудовской Аравии                                   |
| Лесото                           |                       | Правительство Лесото | Конституция Лесото                                              |
| Вьетнам                          | 15 апреля 1992 года   | Парламент Вьетнама | Конституция Вьетнама                                            |
| Гана                             | 28 апреля 1992 года   | Референдум | Конституция Ганы                                                |
| Туркменистан                     | 18 мая 1992 года      | Верховный Совет Туркменской ССР | Конституция Туркменистана                                       |
| Парагвай                         | 20 июня 1992 года     | | Конституция Парагвая                                            |
| Эстония                          | 28 июня 1992 года     | Референдум | Конституция Эстонии                                             |
| Того                             | 27 сентября 1992 года | Референдум | Конституция Того                                                |
| Мадагаскар                       | 19 августа 1992 года  | Референдум | Конституция Мадагаскара                                         |
| Ангола                           | 25 августа 1992 года  | Парламент Анголы | Конституция Анголы                                              |
| Словакия                         | 1 сентября 1992 года  | Парламент Словакии | Конституция Словакии                                            |
| Джибути                          | 4 сентября 1992 года  | Референдум | Конституция Джибути                                             |
| Кабо-Верде                       | сентябрь 1992 года    | Парламент Кабо-Верде | Конституция Кабо-Верде                                          |
| Черногория                       | 12 октября 1992 года  | Парламент Черногории | Конституция Черногории                                          |
| Литва                            | 25 октября 1992 года  | Референдум | Конституция Литвы                                               |
| Узбекистан                       | 8 декабря 1992 года   | Верховный Совет Узбекской ССР | Конституция Узбекистана                                         |
| Чехия                            | 16 декабря 1992 года  | Парламент Чехии | Конституция Чехии                                               |
| Андорра                          | 2 февраля 1993 года   | Парламент Андорры | Конституция Андорры                                             |
| Сейшельские Острова              | 18 июня 1993 года     | Референдум | Конституция Сейшельских Островов                                |
| Камбоджа                         | 21 сентября 1993 года | | Конституция Камбоджи                                            |
| Перу                             | 31 октября 1993 года  | Референдум | Конституция Перу                                                |
| Россия                           | 12 декабря 1993 года  | Всенародное голосование по конституции России | Конституция России                                              |
| Беларусь                         | 15 марта 1994 года    | Верховный Совет Беларуси | Конституция Беларуси                                            |
| Малави                           | 16 мая 1994 года      | Национальная ассамблея | Конституция Малави                                              |
| Молдова                          | 29 июля 1994 года     | Парламент Молдовы | Конституция Молдовы                                             |
| Таджикистан                      | 6 ноября 1994 года    | Референдум | Конституция Таджикистана                                        |
| Эфиопия                          | 8 декабря 1994 года   | Парламент Эфиопии | Конституция Эфиопии 1995 года                                   |
| Армения                          | 5 июля 1995 года      | Референдум | Конституция Армении                                             |
| Грузия                           | 24 августа 1995 года  | Парламент Грузии | Конституция Грузии                                              |
| Казахстан                        | 30 августа 1995 года  | Референдум | Конституция Казахстана                                          |
| Уганда                           | 8 октября 1995 года   | Учредительное собрание | Конституция Уганды                                              |
| Азербайджан                      | 12 ноября 1995 года   | Референдум | Конституция Азербайджана                                        |
| Босния и Герцеговина             | 14 декабря 1995 года  | приложение Дейтонского соглашения | Конституция Боснии и Герцеговины                                |
| Чад                              | 31 марта 1996 года    | Референдум | Конституция Чада                                                |
| Украина                          | 28 июня 1996 года     | Верховная рада Украины | Конституция Украины                                             |
| Гамбия                           | 8 августа 1996 года   | Референдум | Конституция Гамбии                                              |
| Южно-Африканская Республика      | 11 октября 1996 года  | Конституционная ассамблея | Конституция Южно-Африканской Республики                         |
| Оман                             | 6 ноября 1996 года    | Кабус бен Саид | Конституция Омана                                               |
| Эритрея                          | 23 мая 1997 года      | Учредительное собрание | Конституция Эритреи                                             |
| Польша                           | 2 апреля 1997 года    | Национальная Ассамблея Республики Польша | Конституция Польши                                              |
| Мальдивы                         |                       | Меджлис | Конституция Мальдив                                             |
| Эквадор                          | 5 июня 1998 года      | Учредительное собрание | Конституция Эквадора                                            |
| Албания                          | 22 ноября 1998 года   | Референдум | Конституция Албании                                             |
| Швейцария                        | 18 апреля 1999 года   | Референдум | Конституция Швейцарии                                           |
| Нигерия                          | 5 мая 1999 года       | Абдусалам Абубакар | Конституция Нигерии                                             |
| Финляндия                        | 11 июня 1999 года     | Парламент Финляндии | Конституция Финляндии                                           |
| Венесуэла                        | 15 декабря 1999 года  | Референдум | Конституция Венесуэлы                                           |
| Ватикан                          | 26 ноября 2000 года   | Иоанн Павел II | Конституция Ватикана                                            |
| Сенегал                          | 7 января 2001 года    | Референдум | Конституция Сенегала                                            |
| Коморы                           | 21 декабря 2001 года  | Референдум | Конституция Комор                                               |
| Республика Конго                 | 20 января 2002 года   | Референдум | Конституция Республики Конго                                    |
| Восточный Тимор                  | 22 марта 2002 года    | Учредительное собрание | Конституция Восточного Тимора                                   |
| Катар                            | 29 апреля 2003 года   | Референдум | Конституция Катара                                              |
| Руанда                           | 26 мая 2003 года      | Референдум | Конституция Руанды                                              |
| Афганистан                       | 4 января 2004 года    | Лойя-джирга | Конституция Афганистана                                         |
| Бурунди                          | 28 февраля 2005 года  | Референдум | Конституция Бурунди                                             |
| Судан                            | 6 июля 2005 года      | Национальная ассамблея Судана | Конституция Судана                                              |
| Свазиленд                        | 14 июня 2005 года     | Парламент Свазиленда | Конституция Свазиленда                                          |
| Ирак                             | 15 октября 2005 года  | Референдум | Конституция Ирака                                               |
| Демократическая Республика Конго | 18 декабря 2005 года  | Референдум | Конституция Демократической Республики Конго                    |
| Сербия                           | 28 октября 2006 года  | Референдум | Конституция Сербии (в переводе с языка оригинала: Устав Сербии) |
| Кыргызстан                       | 27 июня 2010 года     | Парламент Кыргызстана | Конституция Кыргызстана                                         |
| Мьянма                           | 29 мая 2008 года      | Государственный совет мира и развития | Конституция Мьянмы                                              |
| Эквадор                          | 28 сентября 2008 года | Референдум | Конституция Эквадора                                            |
| Бутан                            | 18 июля 2008 года     | Джигме Кхесар Намгьял Вангчук, Национальная ассамблея Бутана и Национальный совет Бутана                                                                                                 | Конституция Бутана                                              |
| Боливия                          | 25 января 2009 года   | Референдум | Конституция Боливии                                             |
| Нигер                            | 31 октября 2010 года  | Референдум | Конституция Нигера                                              |
| Венгрия                          | 18 апреля 2011 года   | Парламент Венгрии | Конституция Венгрии                                             |
| Южный Судан                      | 7 июля 2011 года      | Парламент Южного Судана | Конституция Южного Судана                                       |
| Сомали                           | 1 августа 2012 года   | Национальное конституционное собрание | Временная Конституция Сомали                                    |
| Сирия                            | 26 февраля 2012 года  | Референдум | Конституция Сирии                                               |
| Зимбабве                         | 16 марта 2013 года    | Референдум | Конституция Зимбабве                                            |
| Фиджи                            | 6 сентября 2013 года  | Президент Фиджи | Конституция Фиджи                                               |
| Египет                           | январь 2014 года      | Референдум | Конституция Египта                                              |
| Тунис                            | 26 января 2014 года   | Национальная учредительная ассамблея | Конституция Туниса                                              |
| Непал                            | 20 сентября 2015 года | Учредительное собрание | Конституция Непала                                              |
| Кот-д’Ивуар                      | 8 ноября 2016 года    | Референдум | Конституция Кот-д’Ивуара                                        |
| Таиланд                          | 6 апреля 2017 года    | Референдум | Конституция Таиланда                                            |
| Куба                             | 24 февраля 2019 года  | Референдум | Конституция Кубы                                                |
| Центральноафриканская Республика | 30 июля 2023 года     | Референдум | Конституция Центральноафриканской Республики                    |

## Конституции непризнанных и частично признанных государств
| Конституция                                               | Дата принятия        | Кто принял                        |
| --------------------------------------------------------- | -------------------- | --------------------------------- |
| Конституция Китайской Республики                          | 25 декабря 1946 года | Парламент Китайской Республики    |
| Конституция Сахарской Арабской Демократической Республики | 1976 год             |                                   |
| Конституция Турецкой Республики Северного Кипра           | 5 мая 1985 года      | Референдум                        |
| Конституция Приднестровской Молдавской Республики         | 24 декабря 1995 года | Референдум                        |
| Конституция Абхазии                                       | 3 октября 1999 года  | Референдум                        |
| Конституция Южной Осетии                                  | 8 апреля 2001 года   | Референдум                        |
| Конституция Сомалиленда                                   | 31 мая 2001 года     | Референдум                        |
| Конституция Пунтленда                                     | 2001 год             |                                   |
| Конституция Республики Косово                             | 9 апреля 2008 года   | Парламент Косова                  |
| Временная Конституция Федеративной Республики Амбазония   | 17 апреля 2018 года  | Временное правительство Амбазонии |

## Конституциизависимых территорий
| Территория                    | Дата принятия        | Наименование конституции                   |
| ----------------------------- | -------------------- | ------------------------------------------ |
| Американское Самоа            | 17 октября 1960 года | Конституция Американского Самоа            |
| Аруба                         | 1 января 1986 года   | Конституция Арубы                          |
| Британские Виргинские острова | 15 июня 2007 года    | Конституция Британских Виргинских островов |
| Кюрасао                       | 10 октября 2010 года | Конституция Кюрасао                        |
| Фолклендские острова          | 1 января 2009 года   | Конституция Фолклендских островов          |
| Гибралтар                     | 2 января 2007 года   | Конституция Гибралтара                     |
| Гонконг                       | 4 апреля 1990 года   | Основной закон Гонконга                    |
| Макао                         | 31 марта 1993 года   | Основной закон Макао                       |
| Ниуэ                          | 19 октября 1974 года | Конституция Ниуэ                           |
| Северные Марианские Острова   | 1 января 1978 года   | Конституция Северных Марианских Островов   |
| Пуэрто-Рико                   | 25 июля 1952 года    | Конституция Пуэрто Рико                    |
| Синт-Мартен                   | 10 октября 2010 года | Конституция Синт-Мартена                   |
| Теркс и Кайкос                | 15 октября 2012 года | Конституция Теркса и Кайкоса               |

## Комментарии
1. ↑  В ходе гражданской войны в Ливии власть в стране перешла Национальному переходному совету Ливии, который 3 августа 2011 года принял Ливийскую временную конституционную декларацию и объявил о разработке новой конституции.
2. ↑  15 мая 1934 года действие Конституции было частично отменено, в 1993 году Конституция была полностью восстановлена в силе
3. ↑  прекратила действие в 1949 году, восстановлена 5 июля 1959 года.
4. ↑  упразднена в 1979 году, восстановлена в 1985 году.